# Chukwuma Akabueze
Chukwuma Akabueze (Ilorin, Nigeria, 6 de mayo de 1989), apodado "Bentley", es un futbolista nigeriano.

## Trayectoria
Empezó su carrera deportiva en el Kwara United Football Club antes de ser llevado a Odd Ballklubb en julio de 2007. Anotó un gol contra Zambia en la segunda ronda de la Copa Mundial Sub-20 de la FIFA 2007. El 24 de febrero de 2011 fichó por el SK Brann. El 19 de febrero de 2013, Bentley fue transferido al Wuhan Yangtze River Football Club de la Superliga de China. En 2023 firmó por el Gençlerbirliği Spor Kulübü.
Fue miembro de la selección de fútbol sub-20 de Nigeria que participó en la Copa Mundial de Fútbol Sub-20 de 2007 en Canadá en la que fueron eliminados en cuartos de final por Chile.